# Cifostema
Cifostema (lat. Cyphostemma), rod sukulentmih trajnica iz porodice lozovki. Među najpoznatijim vrstama je spororastući sukulent C. Juttae.
Poistoji blizu 240 vrsta rasprostranjenih po afričkom kontinentu i kroz južnu Aziju od Arapskog poluotoka na istok preko Indije sve do Indokine i Kine.

## Vrste
1. Cyphostemma abercornense Wild & R. B. Drumm.
2. Cyphostemma adamii Desc.
3. Cyphostemma adenanthum (Fresen.) Desc.
4. Cyphostemma adenocarpum (Gilg & Brandt) Desc.
5. Cyphostemma adenocaule (Steud. ex A. Rich.) Desc.
6. Cyphostemma adenopodum (Sprague) Desc.
7. Cyphostemma allophyloides (Gilg & Brandt) Desc.
8. Cyphostemma alnifolium (Schweinf. ex Planch.) Desc.
9. Cyphostemma amplexicaule Desc.
10. Cyphostemma anatomica (C. A. Sm.) Wild & R. B. Drumm.
11. Cyphostemma ankaranense Desc.
12. Cyphostemma ankirihitrensis Desc.
13. Cyphostemma bainesii (Hook. fil.) Desc.
14. Cyphostemma bambuseti (Gilg & Brandt) Desc. ex Wild & R. B. Drumm.
15. Cyphostemma barbosae Wild & R. B. Drumm.
16. Cyphostemma betiforme (Chiov.) Vollesen
17. Cyphostemma bidgoodiae Verdc.
18. Cyphostemma boranense Vollesen
19. Cyphostemma bororense (Klotzsch) Desc.
20. Cyphostemma braunii (Gilg & Brandt) Desc.
21. Cyphostemma brieyi (De Wild.) Compère
22. Cyphostemma buchananii (Planch.) Desc. ex Wild & R. B. Drumm.
23. Cyphostemma bullatum (Gilg & Brandt) Desc.
24. Cyphostemma burgeri Vollesen
25. Cyphostemma cabui (Dewit) Desc.
26. Cyphostemma caerulans Desc.
27. Cyphostemma calcarium Rabarij. & L. M. Lu
28. Cyphostemma camerounense Desc.
29. Cyphostemma chloroleucum (Welw.) Desc.
30. Cyphostemma chrysadenium (Gilg) Desc.
31. Cyphostemma cirrhosum (Thunb.) Desc. ex Wild & R. B. Drumm.
32. Cyphostemma comorense Desc.
33. Cyphostemma congestum (Baker) Desc. ex Wild & R. B. Drumm.
34. Cyphostemma congoensis (Hort.) Desc.
35. Cyphostemma cornigera Desc.
36. Cyphostemma cornus-africani Thulin
37. Cyphostemma crassiusculum (Baker) Desc.
38. Cyphostemma crinitum (Planch.) Desc.
39. Cyphostemma cristigera Desc.
40. Cyphostemma crithmifolium (Chiov.) Desc.
41. Cyphostemma crotalarioides (Planch.) Desc. ex Wild & R. B. Drumm.
42. Cyphostemma cryptoglandulosum Verdc.
43. Cyphostemma cuneatum (Gilg & Brandt) Desc.
44. Cyphostemma currorii (Hook. fil.) Desc.
45. Cyphostemma curvipodum (Baker) Desc.
46. Cyphostemma cymosum (Schumach. & Thonn.) Desc.
47. Cyphostemma cyphopetalum (Fresen.) Desc.
48. Cyphostemma darainense Wahlert & Phillipson
49. Cyphostemma dasycarpum Verdc.
50. Cyphostemma dasypleurum (C. A. Sm.) J. J. M. van der Merwe
51. Cyphostemma degraerii (Dewit) Desc.
52. Cyphostemma dehongense L. M. Lu & V. C. Dang
53. Cyphostemma delphinensis Desc.
54. Cyphostemma dembianense (Chiov.) Vollesen
55. Cyphostemma descoingsii Lavie
56. Cyphostemma desenfansii (Dewit) Desc.
57. Cyphostemma dhufarense T. A. Mc Coy & Lavranos
58. Cyphostemma digitatum (Forssk.) Desc.
59. Cyphostemma duparquetii (Planch.) Desc.
60. Cyphostemma dysocarpum (Gilg & Brandt) Desc.
61. Cyphostemma echinocarpa Desc.
62. Cyphostemma elephantopus Desc.
63. Cyphostemma elisabethvilleanum (Dewit) Desc. ex Wild & R. B. Drumm.
64. Cyphostemma eminii (Gilg) Desc.
65. Cyphostemma engleri (Gilg) Desc.
66. Cyphostemma erythrocephalum (Gilg & Brandt) Desc.
67. Cyphostemma feddeanum (Gilg & Brandt) Desc.
68. Cyphostemma flavicans (Baker) Desc.
69. Cyphostemma flaviflorum (Sprague) Desc.
70. Cyphostemma fragariifolium (Bojer) Desc.
71. Cyphostemma fugosioides (Gilg) Desc. ex Wild & R. B. Drumm.
72. Cyphostemma gigantophyllum (Gilg & Brandt) Desc. ex Wild & R. B. Drumm.
73. Cyphostemma gilletii (De Wild. & T. Durand) Desc.
74. Cyphostemma glandulosopilosum Desc.
75. Cyphostemma gracillimum (Werderm.) Desc.
76. Cyphostemma grahamii Verdc.
77. Cyphostemma grandistipulatum (Gilg & Brandt) Desc.
78. Cyphostemma graniticum (Wild & R. B. Drumm.) Wild & R. B. Drumm.
79. Cyphostemma greenwayi Verdc.
80. Cyphostemma greveanum Desc.
81. Cyphostemma griseorubrum (Gilg & Brandt) Desc.
82. Cyphostemma hardyi Retief
83. Cyphostemma haumanii (Dewit) Desc.
84. Cyphostemma hereroense (Schinz) Desc. ex Wild & R. B. Drumm.
85. Cyphostemma heterotrichum (Gilg & R. E. Fr.) Desc. ex Wild & R. B. Drumm.
86. Cyphostemma hildebrandtii (Gilg) Desc. ex Wild & R. B. Drumm.
87. Cyphostemma hispidiflorum (C. A. Sm.) J. J. M. van der Merwe
88. Cyphostemma homblei (De Wild.) Desc.
89. Cyphostemma horombense Desc.
90. Cyphostemma huillense (Exell & Mendonça) Desc.
91. Cyphostemma humile (N. E. Br.) Desc.
92. Cyphostemma hypoleucum (Harv.) Desc. ex Wild & R. B. Drumm.
93. Cyphostemma jiguu Verdc.
94. Cyphostemma johannis (Exell & Mendonça) Desc.
95. Cyphostemma junceum (Baker) Desc.
96. Cyphostemma juttae (Dinter & Gilg) Desc.
97. Cyphostemma kaniamae (Mullend.) Desc.
98. Cyphostemma kapiriensis (Dewit) Desc.
99. Cyphostemma keilii (Gilg & Brandt) Desc.
100. Cyphostemma kerkvoordei (Dewit) Desc. ex Wild & R. B. Drumm.
101. Cyphostemma kibweziense Verdc.
102. Cyphostemma kilimandscharicum (Gilg) Desc. ex Wild & R. B. Drumm.
103. Cyphostemma kirkianum (Planch.) Desc.
104. Cyphostemma kiwakishiensis (Dewit) Desc.
105. Cyphostemma knittelii (Gilg) Desc.
106. Cyphostemma kundelunguense Malaisse
107. Cyphostemma labatii Desc.
108. Cyphostemma lageniflorum (Gilg & Brandt) Desc.
109. Cyphostemma lanigerum (Harv.) Desc. ex Wild & R. B. Drumm.
110. Cyphostemma lazum Desc.
111. Cyphostemma leandrii Desc.
112. Cyphostemma ledermannii (Gilg & Brandt) Desc.
113. Cyphostemma lentianum (Volkens & Gilg) Desc.
114. Cyphostemma letouzeyanum Desc.
115. Cyphostemma leucorufescens Desc.
116. Cyphostemma leucotrichum (Gilg & Brandt) Desc.
117. Cyphostemma libenii (Dewit) Desc.
118. Cyphostemma lovemorei Wild & R. B. Drumm.
119. Cyphostemma luteum (Exell & Mendonça) Desc.
120. Cyphostemma lynesii (Dewit) Desc. ex Wild & R. B. Drumm.
121. Cyphostemma macrocarpum Desc.
122. Cyphostemma manambovensis Desc.
123. Cyphostemma mandrakense Desc.
124. Cyphostemma manikense (De Wild.) Desc. ex Wild & R. B. Drumm.
125. Cyphostemma mannii (Baker) Desc.
126. Cyphostemma mappia (Lam.) Galet
127. Cyphostemma maranguensis (Gilg) Desc.
128. Cyphostemma marojejyense Desc.
129. Cyphostemma marunguensis (Dewit) Desc.
130. Cyphostemma masukuensis (Baker) Desc.
131. Cyphostemma megabotrys (Collett & Hemsl.) B. V. Shetty
132. Cyphostemma mendesii F. Sousa
133. Cyphostemma meyeri-johannis (Gilg & M. Brandt) Verdc.
134. Cyphostemma michelii (Dewit) Desc.
135. Cyphostemma micradenium (Gilg & Brandt) Desc.
136. Cyphostemma microdipterum (Baker) Desc.
137. Cyphostemma mildbraedii (Gilg & Brandt) Desc. ex Wild & R. B. Drumm.
138. Cyphostemma milleri Wild & R. B. Drumm.
139. Cyphostemma molle (Steud.) Desc.
140. Cyphostemma montagnacii Desc.
141. Cyphostemma montanum Wild & R. B. Drumm.
142. Cyphostemma muhuluense (Mildbr.) Desc.
143. Cyphostemma nanellum (Gilg & R. E. Fr.) Desc. ex Wild & R. B. Drumm.
144. Cyphostemma natalitium (Szyszyl.) J. J. M. van der Merwe
145. Cyphostemma nigroglandulosum (Gilg & Brandt) Desc.
146. Cyphostemma niveum (Hochst.) Desc.
147. Cyphostemma njegerre (Gilg) Desc.
148. Cyphostemma obovato-oblongum (De Wild.) Desc. ex Wild & R. B. Drumm.
149. Cyphostemma odontadenia (Gilg) Desc.
150. Cyphostemma oleraceum (Bolus) J. J. M. van der Merwe
151. Cyphostemma omburensis (Gilg & Brandt) Desc.
152. Cyphostemma ornatum (A. Chev.) Desc.
153. Cyphostemma ouakense Desc.
154. Cyphostemma overlaetii (Dewit) Desc.
155. Cyphostemma oxyphyllum (A. Rich.) Vollesen
156. Cyphostemma pachyanthum (Gilg & Brandt) Desc.
157. Cyphostemma pachypus Desc.
158. Cyphostemma pannosum (Baker) Vollesen
159. Cyphostemma passargei (Gilg & Brandt) Desc.
160. Cyphostemma paucidentatum (Klotzsch) Desc.
161. Cyphostemma pendulum (Welw. ex Baker) Desc.
162. Cyphostemma perforatum (Louis) Desc.
163. Cyphostemma phyllomicron (Chiov.) Desc.
164. Cyphostemma pobeguinianum Desc.
165. Cyphostemma princeae (Gilg & Brandt) Desc. ex Wild & R. B. Drumm.
166. Cyphostemma pruriens (Welw. ex Baker) Desc.
167. Cyphostemma pseudoburgeri Verdc.
168. Cyphostemma pseudonjegerre (Gilg & Brandt) Desc.
169. Cyphostemma pseudorhodesiae (Dewit) Desc.
170. Cyphostemma pseudosesquipedale Verdc.
171. Cyphostemma pseudoupembaensis (Dewit) Desc.
172. Cyphostemma puberulum (C. A. Sm.) Wild & R. B. Drumm.
173. Cyphostemma pumilum Desc.
174. Cyphostemma quinatum (Aiton) Desc.
175. Cyphostemma rhodesiae (Gilg & Brandt) Desc. ex Wild & R. B. Drumm.
176. Cyphostemma richardsiae Wild & R. B. Drumm.
177. Cyphostemma rivae (Gilg) Desc.
178. Cyphostemma robsonii Wild & R. B. Drumm.
179. Cyphostemma robynsii (Dewit) Desc.
180. Cyphostemma roseiglandulosum Desc.
181. Cyphostemma rotundistipulatum Wild & R. B. Drumm.
182. Cyphostemma ruacanense (Exell & Mendonça) Desc.
183. Cyphostemma rubroglandulosum Retief & A. E. van Wyk
184. Cyphostemma rubromarginatum (Gilg & Brandt) Desc.
185. Cyphostemma rubrosetosum (Gilg & Brandt) Desc.
186. Cyphostemma rupicolum (Gilg & Brandt) Desc.
187. Cyphostemma rutilans Desc.
188. Cyphostemma sakalavensis Desc.
189. Cyphostemma sanctuarium-selousii Verdc.
190. Cyphostemma sandersonii (Harv.) Desc.
191. Cyphostemma sarcospathulum (Chiov.) Desc.
192. Cyphostemma saxicola (Gilg & R. E. Fr.) Desc. ex Wild & R. B. Drumm.
193. Cyphostemma scarlatinum (Gilg & Brandt) Desc.
194. Cyphostemma schlechteri (Gilg & Brandt) Desc. ex Wild & R. B. Drumm.
195. Cyphostemma schliebenii (Mildbr.) Desc.
196. Cyphostemma segmentatum (C. A. Sm.) J. J. M. van der Merwe
197. Cyphostemma septemfoliolata Wild & R. B. Drumm.
198. Cyphostemma serpens (Hochst.) Desc.
199. Cyphostemma sessilifolium (Dewit) Desc.
200. Cyphostemma setosum (Roxb.) Alston
201. Cyphostemma shinyangense Verdc.
202. Cyphostemma simplicifolium A. Bjornstad
203. Cyphostemma simulans (C. A. Sm.) Wild & R. B. Drumm.
204. Cyphostemma sokodense (Gilg & Brandt) Desc.
205. Cyphostemma spinosopilosum (Gilg & Brandt) Desc.
206. Cyphostemma stefaninianum (Chiov.) Desc.
207. Cyphostemma stegosaurus Verdc.
208. Cyphostemma stenolobum (Welw. ex Baker) Desc. ex Wild & R. B. Drumm.
209. Cyphostemma stipulaceum (Baker) Desc.
210. Cyphostemma strigosum (Dewit) Desc.
211. Cyphostemma subciliatum (Baker) Desc. ex Wild & R. B. Drumm.
212. Cyphostemma sulcatum (C. A. Sm.) J. J. M. van der Merwe
213. Cyphostemma taborense Verdc.
214. Cyphostemma tenuissimum (Gilg & R. E. Fr.) Desc. ex Wild & R. B. Drumm.
215. Cyphostemma ternatum (Forssk.) Desc.
216. Cyphostemma thomasii (Gilg & Brandt) Desc.
217. Cyphostemma tisserantii Desc.
218. Cyphostemma trachyphyllum (Werderm.) Desc. ex Wild & R. B. Drumm.
219. Cyphostemma tsaratananensis Desc.
220. Cyphostemma ukerewense (Gilg) Desc.
221. Cyphostemma urophyllum (Gilg & Brandt) Desc.
222. Cyphostemma uter (Exell & Mendonça) Desc.
223. Cyphostemma uwanda Verdc.
224. Cyphostemma vandenbergheae Malaisse & Matamba
225. Cyphostemma vandenbrandeanum (Dewit) Desc. ex Wild & R. B. Drumm.
226. Cyphostemma vanderbenii (Dewit) Desc.
227. Cyphostemma vanmeelii (Lawalrée) Wild & R. B. Drumm.
228. Cyphostemma vezensis Desc.
229. Cyphostemma villosicaule Verdc.
230. Cyphostemma villosiglandulosum (Werderm.) Desc.
231. Cyphostemma violaceoglandulosum (Gilg) Desc.
232. Cyphostemma viscosum (Gilg & R. E. Fr.) Desc. ex Wild & R. B. Drumm.
233. Cyphostemma vogelii (Hook. fil.) Desc.
234. Cyphostemma vollesenii Verdc.
235. Cyphostemma waterlotii (A. Chev.) Desc.
236. Cyphostemma wittei (Staner) Wild & R. B. Drumm.
237. Cyphostemma woodii (Gilg & Brandt) Desc.
238. Cyphostemma zanzibaricum Verdc.
239. Cyphostemma zechianum (Gilg & Brandt) Desc.
240. Cyphostemma zimmermannii Verdc.

- C. Juttae
- C. mappia

## Vanjske poveznice
- Rare and exotic plants & seeds